# Nisam takva (2025.)
Nisam takva je hrvatski film iz 2025. godine, redatelja i scenarista Zvonimira Munivrane. Film je imao svjetsku premijeru 20. ožujka 2025. na 29. Međunarodnom filmskom festivalu u Sofiji.

## Radnja
Radnja prati Franku, dvadesetogodišnjakinju koja se zbog sukoba s autoritarnim ocem seli u stan naslijeđen od bake. Tamo zatiče ilegalnog stanara, studenta prava Antu. Umjesto da ga izbaci, Franka mu dopušta da ostane nekoliko dana. Ono što započinje kao romansa, ubrzo se pretvara u noćnu moru. Istovremeno, Franka razvija prijateljstvo s problematičnom kolegicom Stelom, što dodatno testira njezin karakter i pomaže joj da shvati što želi od života.

## Glumačka postava
- Tara Thaller kao Franka
- Stipe Jelaska kao Ante
- Romina Tonković kao Stela
- Slaven Knezović kao Pamuk
- Matija Prskalo kao Majka
- Velimir Čokljat kao Mile
- Đorđe Kukuljica kao Frankin otac
- Andrej Dojkić kao inspektor
- Drago Utješanović kao voditelj skladišta
- Janko Rakoš kao poštar
- Katarina Šestić kao djevojka iz diska
- Slavko Juraga kao klijent
- Lena Medar kao Studentica 1
- Dora Perojević Studentica 2
- Igor Pečenjev kao voditelj restorana
- Vibor Krekovic kao profesor
- Lara Nekić kao djevojka iz diska 2
- Faris Pinjo kao decko u restoranu
- Sven Madžarević kao diler automobila
- Snježana Veronika Kovačić kao odvjetnikova supruga
- Siniša Majdandžić kao odvjetnik
- Daniel Rafaelić kao službenik
- Boško Šalamon kao Stanko
- Rej Kovačević kao kolega
- Ljiljana Kirin kao službenica u referadi
- Drago Asić Lika kao bravar
- Marko Kotar kao zabušant
- Dario Baskarad kao kuhar
- Bojan Kanjera kao lik

## Vanjske poveznice
- Nisam takva u internetskoj bazi filmova IMDb-a
- Nisam takva u internetskom katalogu hrvatskih filmova HAVC-a
- Službena stranica Međunarodnog filmskog festivala u Sofiji